# Where the Buffalo Roam
Where the Buffalo Roam es una película de comedia estadounidense de 1980 dirigida por Art Linson y protagonizada por Bill Murray, Peter Boyle, Bruno Kirby y René Auberjonois. La cinta describe vagamente el ascenso a la fama del autor Hunter S. Thompson en la década de 1970 y su relación con el abogado y activista chicano Oscar "Zeta" Acosta.

## Sinopsis
La película comienza en las Montañas Rocosas en el rancho de Colorado del doctor Hunter S. Thompson, un periodista que trata furiosamente de terminar una historia sobre su exabogado y amigo, Carl Lazlo. Thompson luego se remonta a una serie de hazañas que involucran al autor y su abogado.

## Reparto
- Bill Murray es Hunter S. Thompson
- Peter Boyle es Carl Lazlo, Esq.
- Bruno Kirby es Marty Lewis.
- René Auberjonois es Harris del Washington Post.
- R.G. Armstrong es Judge Simpson.
- Mark Metcalf es Dooley.
- Craig T. Nelson es el policía.
- Brian Cummings (Richard M. Dixon) es el candidato.